# Sofia Cabral
Sofia Isabel Dinis Pereira Conde Cabral (Barreiro, Barreiro, 13 de Fevereiro de 1978) é uma política de Portugal.
Foi Deputada na   XI Legislatura, eleita pelo Partido Socialista, vereadora da Câmara Municipal do Barreiro. É actualmente Deputada Municipal do Barreiro e Deputada da Assembleia Metropolitana de Lisboa e dirigente da Juventude Socialista e do Partido Socialista.